# Jules Bordet
Jules Bordet (polno ime Jules Jean Baptiste Vincent Bordet), belgijski bakteriolog, * 13. junij, 1870, Soignies, Hainaut, Belgija, † 6. april, 1961, Bruselj, Belgija.

## Mladost
Bordet je končal medicino leta 1892 na Univerzi v Bruslju, nato pa je odšel na Pasteurjev inštitut v Pariz, kjer je delal pri Mečnikovu, ruskemu bakteriologu. Leta 1901 je ustanovil Pasteurjev inštutut v Bruslju in bil njegov direktor.

## Raziskave na področju imunologije
Leta 1898 je, medtem ko je bil v Parizu, odkril, da se protitelesa ne uničijo, če segrevamo serum do 55 °C: protitelesa še vedno reagirajo z antigeni, vendar izgubijo moč za uničevanje bakterij. Bordet je domneval, da mora neka zelo občutljiva sestavina ali skupina sestavin v serumu dopolniti protitelesa in jih usposobiti za reakcijo na bakterijo. To dopolnilo je imenoval »alexin«, Paul Ehrlich, nemški bakteriolog, pa ga je imenoval komplement in to ime se je ohranilo do današnjih dni. Leta 1901 je Bordet pokazal, da se pri reakciji protitelesa z antigenom komplement porabi: proces je imenoval »fiksacija komplementa«. Izkazalo se je, da ima pomembno vlogo v človeški imunosti.
Bordet je nadaljeval svoje delo in leta 1906 odkril bacil oslovskega kašlja ter razvil metodo imunizacije bolezni.
Leta 1907 so ga imenovali za profesorja bakteriologije na Univerzi v Bruslju, za svoje delo na področju imunologije (s posebnim poudarkom na fiksaciji komplementa) pa je leta 1919 dobil Nobelovo nagrado za fiziologijo ali medicino. Leta 1920 je napisal razpravo o imunologiji, v kateri je izvrstno povzel znanje svojega časa.
Vendar pa se je postavil proti takratnemu znanju o virusih in odbil mišljenje, da so bakteriofagi, ki jih je odkril angleški bakteriolog Frederick William Twort, v resnici organizmi: dolgo časa je namreč trdil, da so le toksini oziroma strupi.